# Matt und Jenny – Abenteuer im Ahornland
Matt und Jenny ist eine Abenteuerserie von William Davidson (Drehbuch) und Joseph L. Scanlan (Regie), die Mitte des 19. Jahrhunderts  in Kanada spielt.

## Handlung
Zwei Kinder aus England, Matt und Jenny Tanner, brechen zusammen mit ihrer Mutter von Bristol zu einer Reise in die Neue Welt auf. Während der Überfahrt stirbt ihre Mutter an Typhus. In Kanada beginnt die Suche nach dem Onkel der Kinder, Bill Tanner, der bereits vor ihnen hier angekommen ist. Dabei bekommen die beiden Waisen Unterstützung von dem weitgereisten Adam Cardston und dem jungen Trapper Kit auf ihrer beschwerlichen Suche.

## Entstehung und Veröffentlichung
| Figur         | Darsteller    | Deutscher Sprecher  |
| ------------- | ------------- | ------------------- |
| Matt Tanner   | Derrick Jones | Sascha Draeger      |
| Jenny Tanner  | Megan Follows | Alexandra Doerk     |
| Adam Cardston | Neil Dainard  | Hans Dieter Sievers |
| Kit           | Duncan Regehr | Peter Kirchberger   |

Die Innenaufnahmen fanden in den Toronto International Studios statt, zur damaligen Zeit das größte Studiogelände in Kanada, am Rande von  Kleinburg, Ontario, nördlich von Toronto.
Die Canadian Film and Television Association zeichnete die Serie 1979 als „Beste Fernsehserie“ aus.
Die deutsche Synchronisation entstand unter der Dialogregie von Wolfgang Draeger in der Studio Hamburg Atelier GmbH. Die französischsprachige Synchronisation wurde 1986 unter dem Titel Les routes de l’amitié auf Ontarios damals neuem frankophonen Bildungsdienst La Chaîne française ausgestrahlt.
Pidax veröffentlichte am 30. November 2018 eine Komplettbox mit vier DVDs.
Folgen
1. Die Ankunft
2. Die Prüfung
3. Blitz- und Donnervögel
4. Gefangen!
5. Die verlassene Kirche
6. Bitte recht freundlich, Herr Bär
7. Der Geist vom Pocomoonshine-Sumpf
8. Der Deserteur
9. Jennys neue Kleider
10. Käpt’n Ramsbottoms Glück
11. Der weiße Indianer
12. Gefährliches Spiel
13. Gauner gegen Gauner, 1. Runde
14. Gauner gegen Gauner, 2. Runde
15. Die Teufelsschlucht
16. Die Bellinis
17. Skiba, der Bär
18. Das Pferderennen
19. Fiddler Joe und der Leibhaftige
20. Die zwei Gesichter des Mr. Ross
21. Der Medizinmann
22. Die Schottenhochzeit
23. Jagd auf Wölfe
24. Matt verliebt sich
25. Kit unter Mordverdacht
26. Go West

## Belege
1. ↑  Matt und Jenny – Abenteuer im Ahornland. In: pidax-film.de. Abgerufen am 30. August 2018.